# Ingrid Kelemen
Ingrid Kelemen ist eine Schauspielerin.

## Leben
1970 hatte Kelemen bei dem Film Der Bettenstudent oder: Was mach’ ich mit den Mädchen? erstmals eine Rolle inne. 1971 stand sie in der Fernsehserie Paul Temple erstmals für das Fernsehen vor der Kamera. 1972 erhielt sie ihre erste wiederkehrende Rolle in der Fernsehserie Fußballtrainer Wulff. Kelemen war 1973 bis 1974 in der Fernsehserie Mordkommission zu sehen. In der Fernsehserie  Paul Temple wurde sie von Eva Mattes synchronisiert.

## Filmografie
- 1970: Der Bettenstudent oder: Was mach’ ich mit den Mädchen?
- 1971: Paul Temple (Fernsehserie, Folge 4x08)
- 1972: Kinderarzt Dr. Fröhlich
- 1972: Wir 13 sind 17 (Fernsehserie, Folge 1x09)
- 1972: Dem Täter auf der Spur (Fernsehserie, Folge 1x12)
- 1972: Fußballtrainer Wulff (Fernsehserie, 2 Folgen)
- 1973–1974: Mordkommission (Fernsehserie, 11 Folgen)
- 1974: Ein Herz und eine Seele (Fernsehserie, Folge 1x19)
- 1976: Ein echter Wiener geht nicht unter (Fernsehserie, Folge 1x03)